# Aphanistes kayi
Aphanistes kayi là một loài tò vò trong họ Ichneumonidae.